# Molly Goodman
Molly Goodman (* 19. Februar 1993 in Rose Park, South Australia) ist eine australische Ruderin. 2017 wurde sie Weltmeisterin im Vierer ohne Steuerfrau.

## Sportliche Karriere
Molly Goodman trat 2011 im Doppelvierer bei den Junioren-Weltmeisterschaften an, belegte aber lediglich den zehnten Rang. 2013 erreichte sie mit dem Achter den vierten Platz bei den U23-Weltmeisterschaften. 2014 gehörte sie zur Crew des australischen Frauenachters, bei den Weltmeisterschaften 2014 belegte das Boot den zehnten Platz. 2015 bildete Goodman mit Genevieve Horton einen Zweier ohne Steuerfrau, der bei den Weltmeisterschaften den dreizehnten Platz belegte.
2016 versuchte sich Molly Goodman mit dem australischen Achter einen Startplatz für die Olympischen Spiele in Rio de Janeiro zu erkämpfen. In der entscheidenden Regatta in Luzern qualifizierten sich die Rumäninnen und die Niederländerinnen, die Australierinnen verpassten als Dritte des Rennens um drei Sekunden die Olympiazulassung. Nachdem die bereits qualifizierten Russinnen nach der Veröffentlichung des McLaren-Reports von der Olympiateilnahme ausgeschlossen wurden, rückten die Australierinnen nach. In der Olympischen Regatta erreichten die Australierinnen als letztes Boot des Hoffnungslaufs nicht das A-Finale und belegten den siebten Platz.
2017 trat Goodman beim Weltcup in Posen in zwei Bootsklassen an. Zusammen mit Sarah Hawe belegte sie den dritten Platz im Zweier ohne Steuerfrau. Der Vierer ohne Steuerfrau mit Katrina Werry, Lucy Stephan. Hawe und Goodman siegte. Beim Weltcup-Finale in Luzern starteten Hawe und Goodman nur mit dem Vierer und siegten. Der dritte und wichtigste Regattasieg des Vierers in der Saison 2017 war der Titelgewinn bei den Weltmeisterschaften in Sarasota. 2018 gewann der australische Vierer die Weltcup-Regatten in Linz und Luzern, bei den Weltmeisterschaften in Plowdiw erkämpften die Australierinnen Silber hinter dem US-Vierer. 2019 wechselte Goodman in den Achter. Die Australierinnen siegten beim Weltcup in Posen und belegten in Rotterdam den zweiten Platz hinter den Neuseeländerinnen. Bei den Weltmeisterschaften in Linz siegte der Achter aus Neuseeland vor den Booten aus Australien und den Vereinigten Staaten. Bei den Olympischen Spielen in Tokio belegte sie mit dem australischen Achter den fünften Platz. Zwei Jahre später bei den Weltmeisterschaften in Belgrad siegte der rumänische Achter vor der Crew aus den Vereinigten Staaten und den Australierinnen. Bei den Olympischen Spielen 2024 belegte der australische Vierer ohne Steuerfrau mit Olympia Aldersey, Jean Mitchell, Lily Triggs und Molly Goodman den neunten und letzten Platz.
Die etwa 1,85 m große Molly Goodman startet für den Adelaide Rowing Club.